# Después de ti
Después de ti es una novela romántica de la escritora británica Jojo Moyes, la cual es una secuela de la novela Yo antes de ti. El libro fue publicado el 29 de septiembre de 2015 en el Reino Unido. Una segunda secuela llamada Sigo siendo yo fue publicada en enero de 2018.

## Resumen
El libro continúa la historia de Louisa «Lou» Clark después de la muerte de Will. Ella está tratando de seguir adelante y se convence a sí misma que para lograrlo tiene que hacer un cambio, por lo que se mudó a Londres y consiguió un trabajo en un bar del aeropuerto. Una noche, decide subir a la azotea de su edificio para sentarse sola cuando alguien aparece por detrás y le habla. Ella entra en pánico y se cae del azotea. Se rompe muchos huesos y le toma bastante tiempo sanar. Después de recuperarse, y para superar la muerte de Will, se inscribe en un grupo de duelo en una iglesia y miente a todos y diciéndoles que el nombre de Will era Bill. Lily, la hija de Will, se pone en contacto con ella y le dice que quiere saber todo sobre su padre fallecido, ya que no sabía que existía hasta que murió. Lily quiere conocer a sus abuelos y se muda con Lou, ya que odia vivir con su madre, su padrastro y sus hermanastros. Mientras tanto, Lou conoce a Sam, el tío de uno de sus compañeros en el grupo de la iglesia. Además, Sam es uno de los conductores de la ambulancia que ayudó a salvar la vida de Lou después de su accidente. A medida que lo conoce, una nueva historia de amor comienza a crecer en su vida. Nathan se pone en contacto con ella y le ofrece un trabajo en los Estados Unidos. Ella tiene una entrevista, la cual pasa, y le ofrecen el trabajo, lo cual resulta en una decisión difícil para Lou, ya que estaba comenzando a enamorarse de Sam.